# Coupe du Liechtenstein de football 1966-1967
 (février 2023).
Si vous disposez d'ouvrages ou d'articles de référence ou si vous connaissez des sites web de qualité traitant du thème abordé ici, merci de compléter l'article en donnant les références utiles à sa vérifiabilité et en les liant à la section « Notes et références ».
Navigation
Édition précédente Édition suivante
La coupe du Liechtenstein 1966-1967 de football est la 22e édition de la Coupe nationale de football, la seule compétition nationale du pays en l'absence de championnat.
La finale est disputée à Vaduz, le 18 juin 1967, entre le FC Vaduz et le FC Triesen. 
Le FC Vaduz remporte le trophée en battant le FC Triesen. Il s'agit du 13e titre de l'histoire du club dans la compétition.

## 1ertour
Le FC Schaan, le FC Balzers, le FC Triesen et le FC Vaduz sont exemptés de ce tour.
| Équipe 1          | Résultat | Équipe 2      |
| ----------------- | -------- | ------------- |
| USV Eschen/Mauren | 2 - 1    | FC Balzers II |
| FC Vaduz II       | 5 - 4    | FC Ruggell    |

## 2etour
Le FC Vaduz et le FC Triesen sont exemptés de ce tour.
| Équipe 1   | Résultat | Équipe 2          |
| ---------- | -------- | ----------------- |
| FC Schaan  | 3 - 2    | FC Vaduz II       |
| FC Balzers | 3 - 2    | USV Eschen/Mauren |

## Demi-finales
| Équipe 1  | Résultat | Équipe 2   |
| --------- | -------- | ---------- |
| FC Vaduz  | 5 - 1    | FC Balzers |
| FC Schaan | 2 - 6    | FC Triesen |

## 3eplace
| 18 juin 1967 | FC Schaan | 4 - 3 | FC Balzers | Vaduz |  |
|              |           |       |            |       |  |

## Finale
| 18 juin 1967 | FC Vaduz | 2 - 1 ap | FC Triesen | Vaduz |  |
|              |          |          |            |       |  |